# Galenia hemisphaerica
Galenia hemisphaerica är en isörtsväxtart som beskrevs av Robert Stephen Adamson. Galenia hemisphaerica ingår i släktet galenior, och familjen isörtsväxter. Inga underarter finns listade i Catalogue of Life.